# Wał Antonina

Lokalizacja Wału Antonina i Wału Hadriana

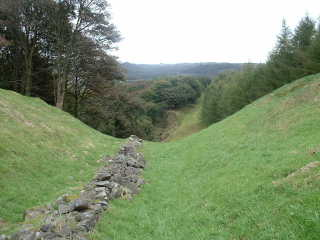
Pozostałości Wału Antonina

Wał Antonina – fortyfikacja złożona z kamieni i darni, zbudowana przez Rzymian wzdłuż dzisiejszego Central Belt of Scotland, pomiędzy zatoką Firth of Forth a zatoką Firth of Clyde. Reprezentuje drugą (po Gask Ridge) najbardziej na północ wysuniętą granicę Imperium Rzymskiego. Ma prawie 63 km (39 mil) długości, 3 metry (10 stóp) wysokości i 5 m (16 stóp) szerokości. Jej walory obronne zostały wzmocnione przez głęboki rów znajdujący się po północnej stronie wału.
Bariera była drugim z „wielkich wałów” zbudowanych przez Rzymian w północnej Brytanii. Jego ruiny są mniej widoczne, niż bardziej znanego Wału Hadriana na południu. Budowę rozpoczęto w 142 roku na rozkaz rzymskiego cesarza Antonina Piusa. Ukończenie budowy zajęło 12 lat.

## Położenie i konstrukcja
Wał rozciąga się na długości 63 km (39 mil) od wioski Old Kilpatrick w West Dunbartonshire nad Firth of Clyde do Carriden, niedaleko Bo’ness nad Firth of Forth. Został zbudowany, aby poszerzyć rzymskie terytorium, podkreślić władzę imperium i wyznaczyć granicę Brytanii przez zastąpienie Wału Hadriana, leżącego w odległości 160 km na południe. Rzymianie zbudowali też wiele fortów i tymczasowych obozów na północ od Wału Antonina w celu obrony szlaków prowadzących do północnej Szkocji, ale nie podbili Kaledończyków. Wał Antonina był wystawiony na wiele ataków. Rzymianie nazywali teren na północ od Wału Antonina Kaledonią, jednak to pojęcie w niektórych kontekstach może odnosić się do całego terytorium na północ od muru Hadriana.
Wał Antonina jest krótszy niż wał Hadriana, a w czasie budowy w większej ilości użyto darni położonej na kamiennych fundamentach, niż kamiennych bloków. Mimo wszystko było to wielkie osiągnięcie. Kamienne fundamenty i skrzydła istniejących fortów ukazują, że oryginalnym planem była budowa kamiennej ściany podobnej do Muru Hadriana, zostało to jednak szybko skorygowane. Wał był typowym nasypem o wysokości 4 metrów (13 stóp), stworzony z warstw darni i miejscami ziemi, z wielkim rowem po stronie północnej i ścieżkami wojskowymi po stronie południowej. Początkowo Rzymianie planowali budowę fortów co 10 km (6 mil), ale ostatecznie wznieśli 19 fortów, rozmieszczonych co 3,3 km. Najlepiej zachowany i jednocześnie najmniejszy z fortów to Rough Castle Fort.

## Porzucenie
Wał został porzucony w 162 roku, osiem lat po jego ukończeniu, kiedy to legiony rzymskie wycofały się na Wał Hadriana. Po pewnym czasie tereny te (pielęgnowane jako „ziemia niczyja”) stały się miejscem osiedlenia plemion brytańskich.

## Lista światowego dziedzictwa UNESCO
Rząd Wielkiej Brytanii przy poparciu rządu Szkocji starał się o wpisanie Wału Antonina na listę światowego dziedzictwa UNESCO od 2003 roku. Został on wpisany na listę w czerwcu 2008 roku, w ramach wspólnego wpisu z Wałem Hadriana i rzymskimi fortyfikacjami w Niemczech.
Kilka miejsc wzdłuż wału znajduje się pod opieką organizacji Historic Scotland. Są to:
1. Bar Hill Fort
2. pozostałości rzymskich łaźni w Bearsden (Bearsden Bath House)
3. Castlecary
4. Croy Hill
5. Dullatur
6. Rough Castle
7. Seabegs Wood
8. Watling Lodge
9. Westerwood

Wszystkie te miejsca są dostępne dla turystów.

## W literaturze
Wał Północny jest przedstawiany w niektórych powieściach historycznych Rosemary Sutcliff jako w pełni funkcjonujący bastion potęgi Rzymu (w The Mark of the House Lord), a także jako porzucona ruina (we Frontier Wolf).